# 熊本都市バス小峯営業所
熊本都市バス小峯営業所（くまもととしばすおみねえいぎょうしょ）は、熊本都市バスのバス営業所の一つ。2012年4月、熊本市営バスからの路線委譲に伴い、熊本市営バス小峯営業所敷地内に開設された。所在地は熊本県熊本市東区月出5丁目2番35号、最寄り（併設）バス停は「小峯営業所」。熊本市東部（県庁・健軍・京塚・帯山・長嶺）方面および中西部（島崎）方面を主に担当し、上熊本営業所との共管路線が多い。
2021年4月1日より、熊本都市圏における路線バス5社（九州産交バス・産交バス・熊本都市バス・熊本バス・熊本電鉄バス）共同事業化が開始されたのに伴い、それによって当営業所の担当路線が一部変更となっている。
定期点検程度の自社整備工場を併せ持っているが、車検・整備は九州産交オートサービスに委託されている。

## 担当路線

### 現行路線
- 熊本桜町バスターミナル（旧：熊本交通センター）は以下「桜町BT」と省略。
- 小峯営業所の路線は下記の路線図のものを表記。*太字は途中折り返しのある停留所。
  - 熊本都市バス路線図（2024年4月1日現在）
  - 熊本都市バス所管一覧表

| 路線名                         | 案内番号  | 起点     | 運行経由地 | 終点                | 備考 |
| ------------------------------ | --------- | -------- | --- | ------------------- | --- |
| 昭和町線                       | F4-1 F4-2 | 上熊本駅 | - 京町本丁 - 坪井横町 - 子飼橋 - 大江渡鹿 - 県立劇場前 - 渡瀬 - 競輪場前 - 京塚 - 自衛隊通り - *昭和町 -                             | 東本町              | 一部に熊本市民病院を経由する系統あり（熊本市民病院経由はF4-2、それ以外はF4-1） 昭和町周辺は一方向の循環 上熊本営業所との共管。 |
| 上熊本線                       | K1-2      | 上熊本駅 | - 県立体育館 - 壺井橋 - 市役所前 - 味噌天神 - 県庁前 -                                                                               | 動植物園西口        | 桜町BT非経由 この他に、県会議事堂系統（K6-0）があるが、こちらは上熊本営業所が担当。当営業所が担当する系統は、表記のみの運行である。 |
| 上熊本線                       | J1-1      | 上熊本駅 | - 県立体育館 - 壺井橋 - 市役所前 - 味噌天神 - 水前寺駅前 - 競輪場前 - 帯山 -                                                         | 小峯営業所          | 桜町BT非経由 この他に、県会議事堂系統（K6-0）があるが、こちらは上熊本営業所が担当。当営業所が担当する系統は、表記のみの運行である。 |
| 島崎保田窪線                   | W1-1 H1-1 | 荒尾橋   | - *桜町BT - *水道町 - 味噌天神 - 熊高正門 - 保田窪入口 - 帯山 - 県立大学前 - 日赤病院 -                                              | 長嶺団地 小峯営業所 | 系統番号は、長嶺団地/小峯営業所行き及び同方面から桜町BT止まりは「H2-1」、荒尾橋方面行きおよび同方面から桜町BT止まりと水道町行きは「W2-1」となる。 方向幕の行先表記は、桜町BT・荒尾橋行きは「桜町・荒尾橋」、長嶺団地行きは「日赤・長嶺」、小峯営業所行きは「日赤・月出」 上熊本営業所との共管 |
| 島崎保田窪線                   | W2-1 H2-1 | 荒尾橋   | - *桜町BT - *水道町 - 味噌天神 - 水前寺駅前 - 保田窪入口 - 帯山 - 県立大学前 - 日赤病院 -                                            | 長嶺団地 小峯営業所 | 系統番号は、長嶺団地/小峯営業所行き及び同方面から桜町BT止まりは「H2-1」、荒尾橋方面行きおよび同方面から桜町BT止まりと水道町行きは「W2-1」となる。 方向幕の行先表記は、桜町BT・荒尾橋行きは「桜町・荒尾橋」、長嶺団地行きは「日赤・長嶺」、小峯営業所行きは「日赤・月出」 上熊本営業所との共管 |
| 帯山線                         | H3-1      | 桜町BT   | - 味噌天神 - 砂取校前 - 県庁西門通り - グランド（水前寺運動公園）前 - 帯山 - 県立大学前 - 日赤病院 -                                 | 長嶺団地 小峯営業所 | 熊本市営バス時代の旧称は「川尻帯山線」 託麻南系統の日赤病院経由は表記方向のみの運行。 方向幕の行先表記は、長嶺団地行きは「日赤・長嶺」、小峯営業所行きは「日赤・月出」 H3-4については、表記方向のみの運行となる。 上熊本営業所との共管 |
| 帯山線                         | H3-2      | 桜町BT   | - 味噌天神 - 砂取校前 - 県庁西門通り - グランド（水前寺運動公園）前 - 尾ノ上小前 - 自衛隊通り - 新外入口 - \|県立大学前 - 日赤病院 - | 長嶺団地            | 熊本市営バス時代の旧称は「川尻帯山線」 託麻南系統の日赤病院経由は表記方向のみの運行。 方向幕の行先表記は、長嶺団地行きは「日赤・長嶺」、小峯営業所行きは「日赤・月出」 H3-4については、表記方向のみの運行となる。 上熊本営業所との共管 |
| 帯山線                         | H3-3      | 桜町BT   | - 味噌天神 - 砂取校前 - 県庁西門通り - グランド（水前寺運動公園）前 - 帯山 - 鉄工団地前 - 日赤病院北口 -                             | 託麻南              | 熊本市営バス時代の旧称は「川尻帯山線」 託麻南系統の日赤病院経由は表記方向のみの運行。 方向幕の行先表記は、長嶺団地行きは「日赤・長嶺」、小峯営業所行きは「日赤・月出」 H3-4については、表記方向のみの運行となる。 上熊本営業所との共管 |
| 帯山線                         | H3-4      | 桜町BT   | - 味噌天神 - 砂取校前 - 県庁西門通り - グランド（水前寺運動公園）前 - 帯山 - 県立大学前 - 日赤病院 -                                 | 託麻南              | 熊本市営バス時代の旧称は「川尻帯山線」 託麻南系統の日赤病院経由は表記方向のみの運行。 方向幕の行先表記は、長嶺団地行きは「日赤・長嶺」、小峯営業所行きは「日赤・月出」 H3-4については、表記方向のみの運行となる。 上熊本営業所との共管 |
| 熊本駅県庁線                   | K6-0      | 熊本駅前 | - 大学病院前 - 尚絅校前 - 県庁前 - *県会議事堂前 - 京塚 -                                                                            | 小峯営業所          | 県会議事堂折り返し便あり。 |
| 熊本駅保田窪線                 | H4-1      | 熊本駅前 | - 大学病院前 - 尚絅校前 - 大江渡鹿 - 県立劇場 - 熊高正門 - 保田窪入口 - 帯山 - 日赤病院 -                                            | 長嶺団地            | 2021年3月末まで熊本駅長嶺線として運行してきたが、熊本都市圏の路線バス再編に伴う国体道路の事業者一本化に伴い、熊本駅長嶺線から熊本駅保田窪線に変更。 表記の方向のみ運行。 |
| 小峯京塚線                     | J1-1      | 蓮台寺   | - 熊本駅前 - *桜町BT - 水前寺駅前 - 競輪場前 - 京塚 - 新外 -                                                                         | 小峯営業所          | 2015年3月31日熊本市営バス最終日まで運行された路線で、同年4月1日に移譲された最後の市営バスからの移管路線である。 東稜高校前～小峯への延伸と、旧・味6（現：J3-3）系統の新設は、都市バスへの移管と同時に実施された。なお、味6系統新設に伴い、味4東部交流センター前経由三山荘系統のみ統合廃止されている。 J1系統については基本的に三山荘までの運行であるが、小峯営業所または小峯折り返し便もあり。小峯停留所については、三山荘までの便と小峯止まりの便とでは乗降場所が異なる。 |
| 小峯京塚線                     | J1-2      | 蓮台寺   | - 熊本駅前 - ＜この区間はJ1-1に同じ＞ - 小峯営業所 -                                                                                 | 小峯                | 2015年3月31日熊本市営バス最終日まで運行された路線で、同年4月1日に移譲された最後の市営バスからの移管路線である。 東稜高校前～小峯への延伸と、旧・味6（現：J3-3）系統の新設は、都市バスへの移管と同時に実施された。なお、味6系統新設に伴い、味4東部交流センター前経由三山荘系統のみ統合廃止されている。 J1系統については基本的に三山荘までの運行であるが、小峯営業所または小峯折り返し便もあり。小峯停留所については、三山荘までの便と小峯止まりの便とでは乗降場所が異なる。 |
| 小峯京塚線                     | J1-3      | 蓮台寺   | - 熊本駅前 - ＜この区間はJ1-2に同じ＞ - 小峯 - 西戸島 - 竜穴 -                                                                       | 三山荘              | 2015年3月31日熊本市営バス最終日まで運行された路線で、同年4月1日に移譲された最後の市営バスからの移管路線である。 東稜高校前～小峯への延伸と、旧・味6（現：J3-3）系統の新設は、都市バスへの移管と同時に実施された。なお、味6系統新設に伴い、味4東部交流センター前経由三山荘系統のみ統合廃止されている。 J1系統については基本的に三山荘までの運行であるが、小峯営業所または小峯折り返し便もあり。小峯停留所については、三山荘までの便と小峯止まりの便とでは乗降場所が異なる。 |
| 小峯京塚線                     | J2-2      | 桜町BT   | - 水前寺駅前 - 競輪場前 - 京塚 - 新外 - 小峯営業所（東稜高校入口） - 東稜高校 -                                                      | 小峯                | 2015年3月31日熊本市営バス最終日まで運行された路線で、同年4月1日に移譲された最後の市営バスからの移管路線である。 東稜高校前～小峯への延伸と、旧・味6（現：J3-3）系統の新設は、都市バスへの移管と同時に実施された。なお、味6系統新設に伴い、味4東部交流センター前経由三山荘系統のみ統合廃止されている。 J1系統については基本的に三山荘までの運行であるが、小峯営業所または小峯折り返し便もあり。小峯停留所については、三山荘までの便と小峯止まりの便とでは乗降場所が異なる。 |
| 小峯京塚線                     | J3-3      | 桜町BT   | - 水前寺駅前 - 競輪場前 - 京塚 - 新外 - 小峯営業所 - 小峯 - 西戸島 - 葉山団地入口 - 戸島神社前 - 東部交流センター前 -                | 三山荘              | 2015年3月31日熊本市営バス最終日まで運行された路線で、同年4月1日に移譲された最後の市営バスからの移管路線である。 東稜高校前～小峯への延伸と、旧・味6（現：J3-3）系統の新設は、都市バスへの移管と同時に実施された。なお、味6系統新設に伴い、味4東部交流センター前経由三山荘系統のみ統合廃止されている。 J1系統については基本的に三山荘までの運行であるが、小峯営業所または小峯折り返し便もあり。小峯停留所については、三山荘までの便と小峯止まりの便とでは乗降場所が異なる。 |
| 東西線                         | G1-2      | 熊本駅前 | - 桜町BT - 熊本整形外科病院前 - 大江渡鹿 - 保田窪新道 - 日赤病院北口 - 託麻南 -                                                      | トラックTM          | 2021年4月1日九州産交バスより譲受。 本山営業所との共管路線。 |
| 東西線                         | G1-5      | 熊本駅前 | - 桜町BT - 熊本整形外科病院前 - 大江渡鹿 - 保田窪新道 - 日赤病院 - 長嶺団地 - 免許センター -                                         | パークドーム        | 2021年4月1日九州産交バスより譲受。 本山営業所との共管路線。 |
| 熊本駅長嶺線                   | G1-6      | 熊本駅前 | - 大学病院前 - 尚絅校前 - 熊本整形外科病院前 - 保田窪四ツ角 - 日赤病院 - 長嶺団地 -                                                  | 長嶺小学校前        | 熊本都市圏の路線バス再編に伴い、2021年4月より産業道路・国体道路経由(桜町BT非経由)の熊本駅直行便を新設。この際、路線名称については熊本駅保田窪線の路線名を踏襲している。 |
| 健軍長嶺線 （通称:ゾーンバス） | Y1-1      | 若葉校前 | - 健軍電停前 - 東町団地 - 新外入口 - 日赤病院 -                                                                                      | 長嶺団地            | 2013年4月、熊本市交通局から譲受。かつては複数の系統があったものの、2020年9月末をもって一部路線を廃止したため、現在は1系統のみ。 2022年10月から路線運行をTaKuRoo（タクルー）（世安営業所）が委託。 運用に使用する車両もハイエースコミューター（乗客定員9名）に変更。 |

### 過去の担当路線
ゆうゆうバス（区バス）
- 託麻長嶺環状線（別称:区バス託麻循環ルート）。2015年3月31日をもって運行中止。なお、同年10月1日より、健軍長嶺線の一部を託麻総合出張所前（現:託麻まちづくりセンター）まで延伸して代替としていたが、こちらも2020年9月末を以って廃止されている。。
  - 2014年4月1日から2015年3月31日（運行終了時）までのルート
    - 長嶺小学校前 → 日赤病院前 → 鉄工団地前 → 託麻南 → 大和団地中央 → 託麻総合出張所前 → 松の本 → 迎八反田 → 鉄工団地前 → 日赤病院前 → 長嶺小学校前

  - 2013年4月1日から2014年3月31日までのルート
    - 長嶺団地 → 長嶺南八丁目 → トラックターミナル前 → 小山団地 → 託麻総合出張所入口 → 松の本 → 迎八反田 → 鉄工団地前 → 日赤病院前 → 長嶺団地

  - 2012年4月1日（運行開始日）から2013年3月31日までのルート
    - 長嶺団地 → 長嶺南八丁目 → トラックターミナル前 → 小山団地 → 託麻総合出張所入口 → 松の本 → 迎八反田 → 長嶺郵便局前 → 長嶺団地

東町団地線
- L3-1 桜町BT - 電車通り - 健軍電停 - 東町団地（桜町BT方面から折り返しあり） - 新外入口 - 小峯営業所（東町団地止めあり）
  - 2013年4月、熊本市交通局から譲受。東町団地止は、運輸支局前→公務員アパート前→（第二空港線）→山立窪→東町団地の順で折り返す。なお、途中の第二空港線に東町中央バス停があるが、桜町BTとは逆向きであり誤乗の可能性があること、また車線変更の必要が発生する為、敢えて通過していた。2020年9月30日をもって全線廃止。なおこの路線の廃止により熊本都市バスは電車通り区間のうち、水前寺公園前県立図書館入口～健軍電停前の区間から撤退したことになる。[4]

健軍長嶺線（通称ゾーンバス）
- Y0-1/Y0-3 長嶺団地 - 日赤病院 - 東郵便局前 - 健軍電停前 - 東町団地 - 新外入口 - 日赤病院 - 長嶺団地
- Y1-4 若葉校前 - 健軍電停前 - 東町団地 - 新外入口 - 日赤病院 - 長嶺団地 - 長嶺四ツ角 - 託麻南 - 大和団地中央 - 託麻まちづくりセンター
  - 2013年4月、熊本市交通局から譲受。Y1-4系統は上記ゆうゆうバス託麻循環ルートの一部区間を延伸した路線。東町団地線と同じく2020年9月30日もって廃止。

池田健軍線
- A1-1 富尾団地 - 池田2丁目（旧：NTT研修センター前） - 京町本丁 - 市役所前 - 味噌天神前 - 県庁前 - 湖東1丁目（旧：熊本市民病院前） - 動植物園前 - 健軍本通り - 若葉小学校前
  - かつてはNTT研修センター（現：池田2丁目）での折返し便も存在したが、2015年4月より全ての便が富尾団地まで延伸。
  - 2021年4月1日より熊本都市圏における路線バス5社共同経営化の一環により、同日を以って九州産交バスへ路線移譲。

東バイパスライナー
- HL 西部車庫 - 近見町 - 済生会病院 - 田井島 - 熊本中央病院 - 湖東1丁目（旧：熊本市民病院前） - 帯山 - 日赤病院 - 長嶺団地
  - 九州産交バス・熊本バスとの共同運行
  - 2021年4月1日を以って運行撤退。運行ダイヤはそのままに、当社担当ダイヤは九州産交バスへ移譲。
  - その後、2024年4月1日を以って路線廃止。

秋津健軍線
- K1-1 桜町BT - 通町筋 - 水前寺駅通 - 県庁前 - 湖東1丁目 - 動植物園前 - 広木 - 若葉校前 - 秋津小楠記念館前
  - 旧・野口健軍線。旧・西2系統（春日校経由）は当社発足時に先行譲渡され、本山営業所が担当していたが、2019年月1日を以って産交バスに譲渡。2013年4月に熊本市交通局から譲受、2022年11月に産交バスに譲渡（一部停留所は廃止）。
- Y2-1 秋津小楠記念館前 - 健軍電停前 - 東町団地 - 新外入口 - 小峯営業所
  - こちらは小峯営業所への入庫系統も兼ねる路線、健軍長嶺線同様、ゾーンバスと呼ばれていた。2022年11月に路線廃止。

## 小峯営業所停留所
この項目ではバスターミナルしての「小峯営業所」発着便を表記。なお一部を除き路線名を省略および熊本桜町バスターミナルは桜町BTに省略。
| 系統                                  | 行先 | 備考                     |
| ------------------------------------- | --- | ------------------------ |
| 小峯営業所構内                        | |                          |
| 京塚経由桜町BT、熊本駅方面            | |                          |
| J1-1・J1-2・J1-3・J3-3                | 桜町BT、熊本駅前（水前寺駅前・味噌天神前・通町筋・桜町BT経由）                                             | 「熊本駅前」は本数少。   |
| K6-0                                  | 熊本駅前（県会議事堂前・県庁前・交通局前・大学病院前経由）                                                 | 平日早朝2便のみ          |
| 月出・長嶺団地経由桜町BT、島崎方面    | |                          |
| H1-1・W1-1                            | （H1-1）桜町BT、（W1-1）荒尾橋（日赤病院前・帯山・熊高正門前・味噌天神前・通町筋・桜町BT・慈恵病院前経由） | 本数少。                 |
| W2-1                                  | 荒尾橋（日赤病院前・帯山・水前寺駅前・味噌天神前・通町筋・桜町BT・慈恵病院前経由）                         | 本数少。                 |
| H3-1                                  | 桜町BT（日赤病院前・帯山・県庁西門通り・味噌天神前・通町筋経由）                                           | 本数少。                 |
| 小峯、三山荘方面                      | |                          |
| J1-2                                  | 小峯<回転場>                                                                                               |                          |
| J1-3                                  | 三山荘（小峯・戸島団地経由）                                                                               |                          |
| J3-3                                  | 三山荘（小峯・西戸島団地・戸島神社前経由）                                                                 |                          |
| 小峯営業所（東稜高校支線） - 100m西側 | |                          |
| J2-2                                  | 桜町BT（京塚・水前寺駅前・味噌天神前・通町筋経由）小峯<回転場>（東稜高校前）                               | 本数少（日祝日は運休）。 |